# 근원형태소
근원형태소는 단어 형성에 참여하는 실질형태소와 형식형태소 또는 자립형태소와 의존형태소를 모두 통틀어 가리키는 말이다. 
"위키백과"라는 말이 하나의 낱말로 정착이 되었다면 "위키"와 "백과"는 이 낱말의 근원형태소가 된다."바람이 휘몰아친다"에서 동사 "휘몰아치-"는 접두사 "휘-", 동사 "몰-", 어미 "-아", 동사 "치-"가 결합한 것으므로 네 형태소 모두 근원형태소가 된다.

## 같이 보기
형태소